# Tuper Tario Tros.
Tuper Tario Tros. — бесплатная браузерная игра в жанрах платформера и головоломки на движке Adobe Flash. Была впервые выпущенная 24 декабря 2009 года французской компанией Swing Swing Submarine на сайте Newgrounds. Является комбинацией двух видеоигр — Super Mario Bros. и Tetris, используя механику из обеих игр. Название данной игры похоже на Super Mario Bros., однако, первые буквы каждого слова заменены буквой "T", из названия Tetris. В игре присутствует только первый уровень  из Super Mario Bros.

## Игровой процесс
Игра Tuper Tario Tros. начинается, как обычная видеоигра Super Mario Bros в 2D-графике. Однако, через некоторое время, игроку предоставляется возможность управлять блоками «Тетрамино» по всему игровому полю. Падающие блоки, которые сбрасывает Лакиту (англ. Lakitu; антагонист из серии игр Super Mario, является черепахой на небольшом облачке, который сбрасывает монстров на Марио), можно складывать и делать из них платформы, которые игрок может использовать, чтобы помочь Марио пересечь большие пропасти или достичь более высокой цели. Нажатие клавиши «Пробел» позволяет переключаться между режимами, управлением Марио и управлением падающих блоков. Экран в игре автоматически перемещается вправо (сайд-скроллер), и игрок не может возвращаться назад.

## Отзывы
Крис Донлан на веб-сайте Edge написал, что игра, казалось, «была собрана быстро, и в результате её игровой процесс иногда был неэлегантным». Дженни Лада на сайте TechnologyTell написала о том, как она могла бы построить лестницу к флагштоку в конце уровня.